# آلان کاردک
آلان کاردک (به پرتغالی: Alan Kardec de Souza Pereira Junior) بازیکن فوتبال در پست مهاجم اهل برزیل است که در شهر بارا مانسا در ایالت ریو دو ژانیرو و در تاریخ ۱۲ ژانویهٔ ۱۹۸۹ به دنیا آمده‌است.

## باشگاهی
آلان کاردک در تیم‌های فوتبال واسکو دوگاما، اینترناسیونال، بنفیکا، سانتوس، پالمیراس، سائو پائولو، چونگ کینگ لیفان و شنژن سابقهٔ حضور دارد.

## تیم ملی
این بازیکن همچنین در سال، ۲۰۰۹ برای، تیم ملی فوتبال زیر ۲۰ سال برزیل به میدان رفته‌است